# 祖式元安
祖式 元安（そしき もとやす）は、戦国時代から江戸時代にかけての武将。祖式氏は石見国邑智郡祖式（現在の島根県大田市祖式町）を本拠とする国人で、毛利氏の家臣。家格は大組、770石。父は祖式友兼。名は元勝とも。

## 生涯
祖式友兼の嫡男として生まれ、毛利元就から秀就まで仕えた。
元亀元年（1570年）、尼子氏再興を図る尼子勝久討伐のために出雲や伯耆へ出陣する毛利輝元に、父・友兼と共に従って初陣を果たし、天正6年（1578年）の上月城攻めにも参加した。以後、美作や豊後への出陣や、天正14年（1586年）から天正15年（1587年）にかけての九州征伐に従軍し、武功を挙げた。
文禄元年（1592年）から始まる文禄の役では、弟の元信と共に、輝元に従って朝鮮へ渡る。朝鮮の「かかい」の城を攻撃した際に負傷し保養していた際に城内が弱っていることを見付け、元信に城へ乗り込むよう申し付けたことにより、元信は諸手に勝って城へ乗り込みこととなった。この功により、元信と共に感状を与えられた。慶長5年（1600年）の安濃津城の戦いにも従軍し武功を挙げている。
寛永13年（1636年）8月15日に死去。嫡男の元家が後を継いだ。